# La Caseta de Sant Sebastià
La Caseta de Sant Sebastià és una masia de Prats de Lluçanès (Osona) inclosa a l'Inventari del Patrimoni Arquitectònic de Catalunya.

## Descripció
Masia feta de carreus de pedra de grans dimensions i sense desbastar. Està composta de planta baixa i dos pisos. Les cobertes són a dues aigües amb teula àrab. A la façana principal hi ha una porta rectangular amb cantoneres de pedra treballada, a sobre d'aquesta hi ha una finestra feta també amb pedres treballades i la resta són de maó vist. A un costat de la masia hi ha una llissa coberta a dues aigües amb teula àrab i amb una porta de pedra treballada. També trobem diferents coberts de construcció recent al voltant de la casa.